# Three Hearts for Julia
Pour plus de détails, voir Fiche technique et Distribution.
Three Hearts for Julia est un film américain réalisé par Richard Thorpe, sorti en 1943.

## Synopsis
Lors de l'été 1941, Jeff Seabrook, un correspondant de guerre basé à Lisbonne, refuse la direction du bureau de Berlin, car cela fait deux ans qu'il est parti de chez lui et il espère ainsi passer plus de temps avec sa femme. À New York, Julia, un violoniste de concert qui fait partie d'un orchestre uniquement féminin, a du mal à se concentrer sur son travail car elle a engagé une procédure de divorce et craint d'annoncer la nouvelle à Jeff. Ce dernier apprend que Julia, lasse de ses longues absences et de ses promesses non tenues, est courtisée par deux hommes, le manager de l'orchestre David Torrance et le critique musical Philip Barrows. Le patron de Jeff, Johnny Girard, le convainc que la meilleure manière de regagner l'amour de Julia est de faire semblant d'accepter le divorce, et pour prouver son accord Jeff annonce à Julia qu'il va l'aider à sélectionner son successeur...

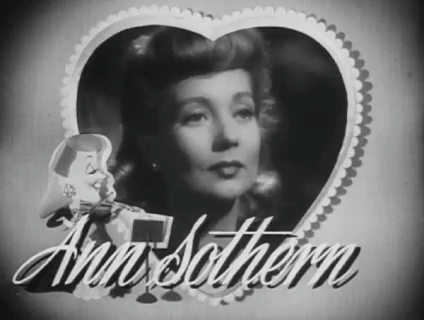
Ann Sothern

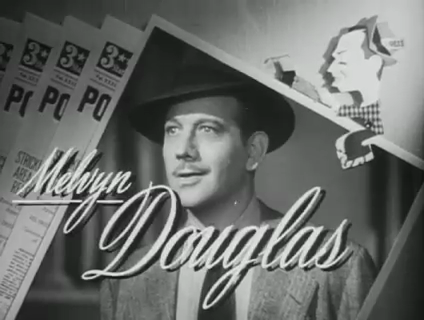
Melvyn Douglas

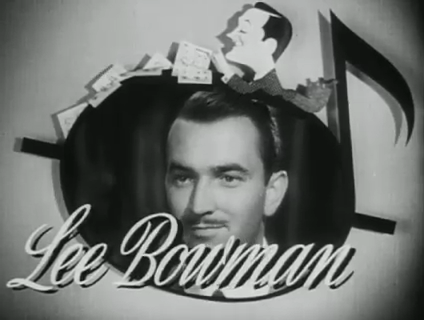
Lee Bowman

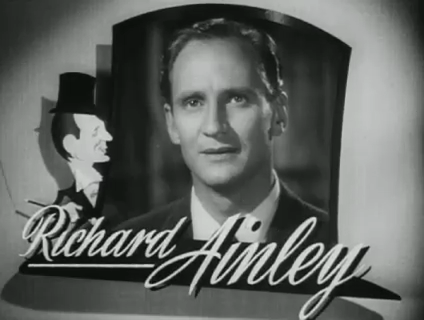
Richard Ainley

## Fiche technique
- Titre original : Three Hearts for Julia
- Réalisation : Richard Thorpe
- Scénario : Lionel Houser
- Musique : Herbert Stothart
- Direction artistique : Cedric Gibbons
- Décors : Edwin B. Willis
- Costumes : Irene Lentz
- Photographie : George J. Folsey
- Son : Douglas Shearer
- Montage : Cotton Warburton
- Production : John W. Considine Jr.
- Société de production : Metro-Goldwyn-Mayer
- Société de distribution : Loew's Inc.
- Pays de production :  États-Unis
- Langue originale : anglais
- Format : couleur (Technicolor) / noir et blanc — 35 mm — 1,37:1 — son Mono (Western Electric Sound System)
- Genre : Comédie romantique
- Durée : 83 minutes
- Date de sortie : 
  - États-Unis : 21 mai 1943 (première à New York)

## Distribution
- Ann Sothern : Julia Seabrook
- Melvyn Douglas : Jeff Seabrook
- Lee Bowman : David Torrance
- Richard Ainley : Philip Barrows
- Felix Bressart : Anton Ottoway
- Marta Linden : May Elton
- Reginald Owen : John Girard
- Marietta Canty : Mattie, la bonne de Julia
- Ann Richards : Clara (non créditée)